# Glenea cincticornis
Glenea cincticornis là một loài bọ cánh cứng trong họ Cerambycidae.